# PANTIES 를 내고 싶어 어떻게 해서라도
〈PANTIES를 내고 싶어 어떻게 해서라도〉(PANTIES が だしたいんだ どしても PANTIES 가 다시타인다 도시테모[*])는 도모토 쯔요시가 디자인·프로듀스한 CD 부착 속옷이다.

## 개요
본작은, 일반적인 CD의 판매 형태인 특전 부착 CD가 아니라, CD 부착 팬티로 판매되고 있다. 어디까지나 메인은 팬티이기 때문에, 오리콘 차트 등에서의 매상 집계 대상은 되지 않는다.
풍부한 색채의 꽃무늬 〈꽃 팬티〉, 검은 바탕에 컬러풀한 물방울 무늬 〈거품 팬티〉의 두 종류의 팬티 중 하나와 CD가 세트가 되는, 두 형태로의 발매.

## 판매 상품
- 꽃 팬티
- 거품 팬티

## CD 수록곡
1. FUNKがしたいんだ どしても / FUNK가 하고 싶어 어떻게 해서라도
작사·작곡: 도모토 쯔요시
2. HEIAN FUNK
작사·작곡: 도모토 쯔요시
3. 恋にも愛にも染まるような赤 / 사랑에도 애정에도 물들듯한 붉은 색
작사·작곡: 도모토 쯔요시
4. FUNKY PANTIES
작사·작곡: 도모토 쯔요시